# 九プロダクション

株式会社九プロダクション（きゅうプロダクション）は、日本の東京都新宿区にかつて存在した芸能事務所。俳優、声優のマネージメント業務を行っていた。劇団新人会の映画放送部が前身。2004年に社長の平林尚三が死去したため、同年10月31日に解散している。
解散後、所属声優は主に惟プロダクションやぷろだくしょん★A組など、他の芸能事務所（声優事務所）に移籍している。

## 所属していた俳優・声優

### 男性
| あ行 - 青山穣（現所属：ケンユウオフィス） - 飛鳥井豊（フリー） - 伊藤栄次（現所属：プランダス） - 稲葉実（現所属：賢プロダクション） - 井上鉄夫（現所属：惟プロダクション） - 井上文彦（現所属：リマックス） - 植田大（現所属：惟プロダクション） - 江角英明（在籍中に死去） - 大黒和広（現所属：大沢事務所） か行 - 亀井三郎（81プロデュースに移籍後死去） - 河相智哉（現所属：ベルプロダクション） - 川中子雅人（現所属：プロダクション・エース） - 栗山浩一（現所属：ぷろだくしょん★A組） - 喜多川拓郎（フリー） - 木村和守（現所属：スマイルボックス代表） - 小礒岳人（フリー） - 小磯龍哉（現所属：プロダクション・タンク） - 小池浩司（テアトル・エコーに移籍後引退） - 小島敏彦（現所属：劇団朋友・劇団代表兼取締役） - 五代あつし さ行 - 西前忠久（現所属：アーツビジョン） - 齋藤龍吾（現所属：ぷろだくしょん★A組） - 坂口賢一 - 笹岡繁蔵（在籍中に死去） - 塩屋翼（現所属：ラクーンドッグ） - 鈴木耕司（現所属：惟プロダクション） - 鈴木昭生（引退後に死去） - 染谷聡（現所属：惟プロダクション） | た行 - 高橋浩二朗（現所属：エビス大黒舎） - 高橋翔（現所属：オフィス薫） - 武虎（現所属：東京俳優生活協同組合） - 田坂秀樹（現所属：シグマ・セブン） - 辰巳次郎（現所属：惟プロダクション） - 田中康郎（在籍中に死去） - 田原アルノ（現所属：ムーブマン） - 茶風林（現所属：大沢事務所） - 椿基之（現所属：プロダクション・タンク） - 輝島慶（現所属：プロジェクトコア） な行 - 仲木隆司（現所属：81プロデュース） - 成田浬（フリー） は行 - 坂東尚樹（現所属：プロダクション・エース） - 日野亮一（現所属：惟プロダクション） - 平井隆博（現所属：惟プロダクション） - 平林尚三（在籍中に死去） - 藤田周（フリー） - はせさん治（フリー転向後死去） ま - わ行 - 幹本雄之（現所属：アーツビジョン） - 村松義孝（現所属：惟プロダクション） - 梁田清之（フリー転向後死去） - 横井徹（現所属：劇団朋友） - 吉田裕秋（現所属：アプトプロ） |

### 女性
| あ行 - 相生千恵子（ぷろだくしょん★A組に移籍後死去） - 池上麻里子 - 井上つや（フリー） - 小川里永子（現所属：TABプロダクション） - 織田芙実 か行 - 風村綾乃（現所属：ぷろだくしょん★A組） - 工藤啓子（現所属：清野事務所） - 公卿敬子 - 近藤高子（フリー） さ行 - さがらえみ（リベルタ） - 紗ゆり（ぷろだくしょん★A組に移籍後死去） - 翔香（現所属：アーツビジョン） - すずき紀子（現所属：ケンユウオフィス） - 鈴木雅子 - 須部和佳奈（現所属：アーツビジョン） - 関和美 | た行 - 達依久子 - 田村聖子（現所属：アーツビジョン） - つばさ舞（フリー） - 津本陽日（現所属：ヘロヘロQカムパニー） な行 - 西川美也子（現所属：プルメリア） は行 - 林玉緒（現所属：ぷろだくしょん★A組） - 榛田安芸（フリー） - 樋浦茜子（現所属：プライムウェーブ・ネクシード） ま行 - 前田敏子（現所属：81プロデュース） - 三嶋優子（現所属：惟プロダクション） - 水落幸子（現所属：アーツビジョン） - 水野千夏（現所属：劇団朋友） - 森夏姫（現所属：アーツビジョン） や行 - 八木かおり（現所属：ケンユウオフィス） |

## 九プロダクションから独立した事務所
- ぷろだくしょん★A組（2000年）
- 高本プロダクション（2004年） - 一澪かずや独立[4]